# Музей Маріупольського морського торговельного порту
Музе́й Маріу́польського морсько́го торгове́льного по́рту — музей торговельного порту в місті Маріуполі, розташований за адресою: проспект Луніна, 99, на території портоуправління.

## Експозиція
Експозиція музею, представлена в двох залах, розповідає про історію порту від заснування, до сучасності, працівників і керівництво порту, його розвиток і досягнення. В ній представлені копії історичних документів і фотографій, макети кораблів. Окремий стенд присвячений спортивним досягненням працівників порту. В центральній частині експозиції — невеличке діорамне зображення його перших будівель.